# Contea di Clark (Indiana)
La contea di Clark (in inglese Clark County) è una contea dello Stato dell'Indiana, negli Stati Uniti. La popolazione al censimento del 2010 era di 110 232 abitanti. Il capoluogo di contea è Jeffersonville.
Deve il suo nome al generale George Rogers Clark.